# سرگئی بالاسانیان
سرگئی بالاسانیان (ارمنی: Սերգեյ Արտեմի Բալասանյան؛ انگلیسی: Sergey Balasanian؛ ۲۶ اوت ۱۹۰۲ – ۳ ژوئن ۱۹۸۲) آهنگساز اهل ارمنستان بود.

## زندگی‌نامه
وی در ۲۶ اوت ۱۹۰۲ در عشق‌آباد به دنیا آمد و از کنسرواتوار مسکو فارغ‌التحصیل گشت. وی برندهٔ جوایزی همچون هنرمند مردمی جمهوری شوروی فدراتیو سوسیالیستی روسیه، جایزه استالین، جایزه دولتی اتحاد شوروی و نشان پرچم سرخ کار شده‌است. وی در ۳ ژوئن ۱۹۸۲ در سن ۷۹ سالگی در مسکو درگذشت.